# Lagerung nach Fritsch
Die Lagerung nach Fritsch, auch Fritsch-Lagerung  genannt, ist eine Art der Lagerung von Betroffenen nach oder bei der Entbindung dazu zählen Komplikationen wie vaginalen Blutungen  oder der Nachgeburtsperiode. Bei der Durchführung wird die Patientin in Rückenlage gelegt, eine sterile und saugstarke Wundauflage wird vor die Scheide gebracht und die gestreckten Beine im Bereich der Unterschenkel übereinander geschlagen. Durch Aufsteigen von Blut in der Wundauflage können stärkere Blutungen erkannt werden. Die Lagerung bietet einen gewissen Infektionsschutz.